# Åseda landsfiskalsdistrikt
Åseda landsfiskalsdistrikt var 1918–1964 ett landsfiskalsdistrikt i Kronobergs län, bildat när Sveriges indelning i landsfiskalsdistrikt trädde i kraft den 1 januari 1918, enligt beslut den 7 september 1917. Den 1 januari 1965 avskaffades i Sverige samtliga landsfiskaler och landsfiskalsdistrikt, och deras arbetsuppgifter delades upp på de nyskapade indelningarna polisdistrikt, åklagardistrikt och kronofogdedistrikt.
Landsfiskalsdistriktet låg under länsstyrelsen i Kronobergs län.

## Ingående områden
När Sveriges nya indelning i landsfiskalsdistrikt trädde i kraft den 1 januari 1952 (enligt kungörelsen 1 juni 1951) ändrades distriktets omfattning.

### Från 1918
Uppvidinge härad:
- Drevs landskommun
- Hornaryds landskommun
- Nottebäck med Granhults landskommun
- Sjösås landskommun
- Åseda landskommun

### Från 1 januari 1952
- Braås landskommun
- Lenhovda landskommun
- Nottebäcks landskommun
- Åseda köping
- Åseda landskommun